# Buriti dos Lopes
Buriti dos Lopes is een gemeente in de Braziliaanse deelstaat Piauí. De gemeente telt 19.796 inwoners (schatting 2009).